# 長蘆県
長蘆県（ちょうろ-けん）は中華人民共和国河北省にかつて存在した県。現在の滄州市滄県に相当する。
580年（大象2年）に北周により設置され、1071年（熙寧4年）に北宋に廃止された。